# Grand Chien
Canis Major
«  Canis Major » redirige ici. Pour les autres significations, voir Canis (homonymie).
 (mars 2021).
Le Grand Chien est l'une des plus anciennes constellations de l'hémisphère nord, du fait de la présence en son sein de Sirius, l'étoile la plus brillante du ciel (après le Soleil).
Située relativement loin de l'écliptique, elle n'est visible que quelques mois par an aux latitudes voisines du 45° nord, vers le solstice d'été (21 juin) et elle n'est alors pas visible pendant la nuit.

Pendant les autres saisons, elle est visible soit très tôt le matin (fin d'été - début automne) soit toute la nuit (fin automne - début hiver), soit le soir (fin hiver - début printemps).

## Historique
Dans la mythologie grecque, plusieurs légendes proposent une explication sur l'origine de cette constellation[réf. nécessaire] :
- celle d'Orion et de son chien pourchassant le Lièvre dans le ciel.
- celle d'Aurore qui donna à Céphale un chien capable de vaincre un renard extraordinaire à la course. Il fut placé dans les cieux par Zeus en récompense.
- celle d'Actéon et de son chien Lélaps ;
- celle de Céphale et Procris où Artémis offre un chien extraordinaire à Procris, fille du roi Érechthée d'Athènes ;
- celle d'Ulysse et de son chien Argos.

Au Ier siècle, le Grand Chien fait partie des 48 constellations répertoriées par Ptolémée dans son Almageste.

## Observation des étoiles

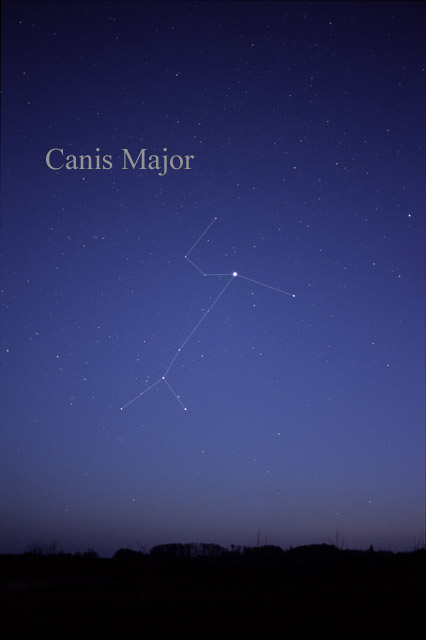
Constellation du Grand Chien.

Visibilité nocturne de la constellation.

### Localisation de la constellation
La localisation n'est pas difficile, Sirius étant l'étoile la plus brillante du ciel nocturne.

Sirius se situe sur l'Hexagone d'hiver (centré sur Orion) dont il occupe l'angle sud-ouest. Cette étoile est dans le prolongement sud des « trois rois mages » qui forment le baudrier d'Orion.

### Forme de la constellation
Les principales étoiles forment un trapèze nettement reconnaissable : Sirius marque le cou du chien, Wezen (δ CMa), plus au sud, marque la base de la queue, Murzim (β CMa) et Adhara (ε CMa) marquent respectivement la patte avant et la patte arrière. On distingue assez facilement le bout de la queue, Aludra (η CMa), située dans l'alignement du dos[réf. souhaitée].
Le reste de la constellation est assez peu visible. La tête du chien forme un triangle peu lumineux au-dessus de Sirius, et ses pattes arrière se prolongent pour encadrer la constellation de la Colombe[réf. souhaitée].

## Étoiles principales

### Sirius (α Canis Majoris)
Sirius est l'étoile la plus brillante de la voûte céleste. C'est également la 6e étoile la plus proche du Système solaire, distante de seulement 2,67 pc. Son nom dérive du grec ancien, seirios, signifiant ardent.
C'est une étoile binaire. Sirius A est une étoile blanche de la séquence principale, extrêmement visible car elle est très proche, mais pas beaucoup plus grosse que le Soleil. Sirius B, de magnitude 8,44, est quant à elle une naine blanche qui met 50 ans pour effectuer une révolution autour de Sirius A, dont elle est éloignée de 8 à 31 ua.

### Autres étoiles
La constellation du Grand Chien n'est peut-être pas très grande, mais elle contient un grand nombre d'étoiles visibles, et plusieurs d'entre elles portent un nom propre : Murzim (β CMa), Muliphen (γ CMa), Wezen (δ CMa), Adhara (ε CMa), Furud (ζ CMa), Aludra (η CMa).
Omicron Canis Majoris regroupe en réalité deux étoiles distinctes, distantes de la Terre d'environ 2 000 années-lumière, mais séparées l'une et l'autre de 70 années-lumière.
- Omicron2 Canis Majoris, la plus brillante (magnitude 3,02) est une supergéante bleue,
- Omicron1 Canis Majoris (magnitude 3,89) est une supergéante orange.

Tau Canis Majoris est une étoile multiple : l'étoile la plus brillante est formée d'une paire d'étoiles de magnitude 4,9 et 5,3 séparées par 233 unités astronomiques (ua), autour de laquelle orbite une étoile de 10e magnitude à plus de 13 000 ua. L'étoile la plus brillante de la paire est elle-même double (deux étoiles distantes d'environ 9 ua sur une période de 155 jours). L'une de ces deux étoiles possède également un compagnon proche qui en fait le tour en 1,28 jour à la distance de 0,1 ua seulement.
VY Canis Majoris, dont le diamètre est évalué entre 1 420 et 2 200 fois celui de notre Soleil, est l'une des plus grosses étoiles connues.

## Objets célestes

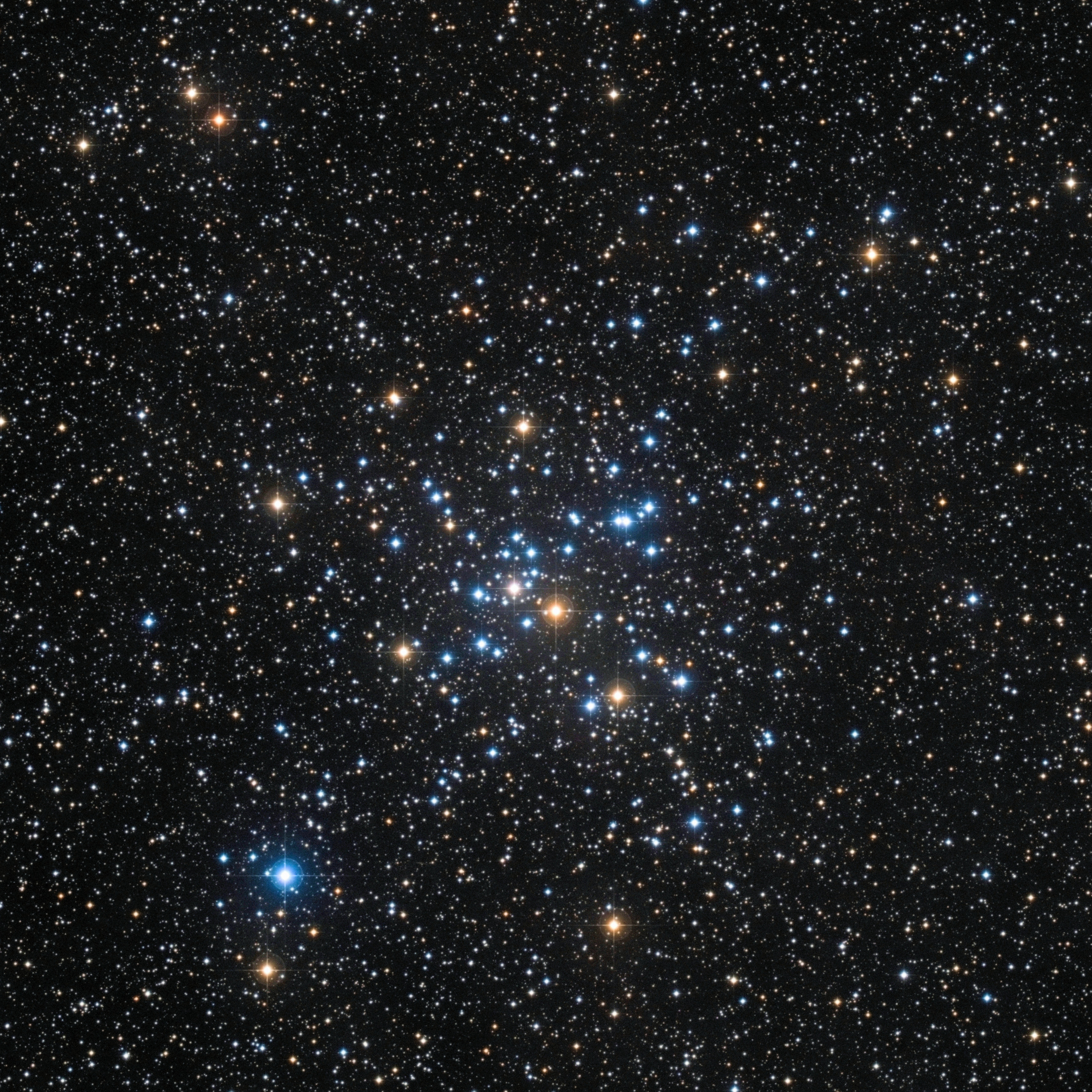
L'amas ouvert M41 (NGC 2287).

Partiellement traversée par la Voie lactée, la constellation du Grand Chien abrite une collection d'objets célestes assez riche, notamment en amas ouverts. Le plus remarquable est sans doute M41 du catalogue Messier. Facilement repérable car situé au Sud de Sirius, cet amas possède une magnitude apparente de 4,5, le rendant distinguable à l'œil nu sous l'aspect d'une faible tâche lumineuse.
NGC 2362 est un très jeune amas ouvert (âgé d'environ 8,2 millions d'années) centré sur l'étoile Tau Canis Majoris, au Nord-Ouest d'Omega Canis Majoris (ω CMa). Notons également NGC 2367, ainsi que NGC 2383 et NGC 2384, deux amas ouverts situés côte à côte dans le ciel terrestre.
La constellation abrite la nébuleuse NGC 2359, dite la nébuleuse du Casque de Thor. Il s'agit en fait d'une nébuleuse en émission associée à une bulle de Wolf-Rayet.
Du côté des galaxies, on y trouve la paire de galaxies spirales en interaction NGC 2207 et IC 2163 (magnitudes respectives de 10,9 et 11,7). Notons aussi la galaxie naine du Grand Chien, découverte en 2003 et qui est à ce jour la galaxie la plus proche de la nôtre connue.